# Gran Premi de Minsk
El Gran Premi de Minsk és una competició ciclista d'un dia que es disputa a Minsk, la capital de Belarús. La cursa forma part de l'UCI Europa Tour, amb una categoria 1.2.

## Palmarès
| Any  | Vencedor        | Segon            | Tercer             |         |
| ---- | --------------- | ---------------- | ------------------ | ------- |
| 2015 | Siarhei Papok   | Roman Maikin     | Vasyl Malynivskyi  |         |
| 2016 | Siarhei Papok   | Andris Smirnovs  | Iauhèn Hutaròvitx  |         |
| 2017 | Iauhèn Karaliok | Norman Vahtra    | Emīls Liepiņš      |         |
| 2018 | Mikalai Xumau   | Marek Rutkiewicz | Yauheni Akhramenka |         |
| 2019 | Norman Vahtra   | Martin Laas      | Geórgios Boúglas   |         |
| 2020 | suspesa         | suspesa          | suspesa            | suspesa |
| 2021 | suspesa         | suspesa          | suspesa            | suspesa |